# François de La Béraudière
François de La Béraudière (né vers 1597 à Poitiers et mort le 14 mai 1646) est un ecclésiastique qui fut évêque de Périgueux de 1614 à 1646.

## Biographie
François de La Béraudière est issu d'un famille poitevine bien insérée dans la noblesse de la cour. Il est le fils de René seigneur de Rouet et de sa seconde épouse Catherine Hebert, dame de Sigon. Sa demi-sœur Louise de La Béraudière du Rouhet est la maitresse du roi de Navarre Antoine de Bourbon et la mère de Charles de Bourbon, l'archevêque de Rouen. 
On ne connait rien de son éducation mais il est titulaire d'une licence in utroque jure et il entre au Parlement de Paris comme conseiller en 1587 et épouse en avril Élisabeth de Dormans, fille de Charles, seigneur de Bièvres, un Maitre des Comptes. Devenu veuf au début de la décennie suivante, il conserve son office au Parlement mais devient en 1597 commendataire de l'abbaye Saint-Junien de Nouaillé-Maupertuis dans le diocèse de Poitiers, puis doyen de la cathédrale de Poitiers en 1598. Il réside cependant dans la paroisse Saint-Séverin à Paris prêchant et débattant avec les réformés. C'est lui qui le 21 juin 1610 prononce l'oraison funèbre de Henri IV dans la cathédrale de Poitiers. Il devient diacre en 1603 et est ordonné prêtre quelques années avant d'être désigné comme évêque de Périgueux au début de 1612. Il n'est nommé qu'en 1614 et consacré en juillet de la même année à Paris dans le chœur de l'église des Feuillants par Jean de Bertier.
Il est l'un des premiers évêques à créer un séminaire dans son diocèse et à l'origine, avec l'aide de son chapitre de Chanoines, de la restauration de la coupole orientale de la cathédrale de Périgueux qui avait été endommagée par les protestants. Il meurt à Château-l'Évêque le 14 ou 15 mai 1646, âgé de 90 ans. Il est enterré à la cathédrale Saint-Étienne-de-la-Cité.